# رنه گنون
رنه گنون (به فرانسوی: René Guénon) یا شیخ عبدالواحد یحیی محقق و متفکر تأثیر گذار در زمینه متافیزیک که نوشته‌های او در زمینه‌های علم مقدس، و مطالعات سنتی بر نمادشناسی و بیعت است.

## زندگی
در ۱۵ نوامبر ۱۸۸۶ در شهر بلوئا در ۱۶۰ کیلومتری پاریس به دنیا آمد. پدرش معمار بود. تحصیلات اولیه را در زادگاهش سپری کرد. در ۱۹۰۴ به پاریس رفت و به مطالعه در حوزه ریاضیات و سپس فلسفه پرداخت. در جوانی جذب چندین انجمن نهان‌گرا شد و با کسانی چون لئون شامپرنو آشنا شد که با تصوف و عرفان اسلامی آشنایی داشت.

#### گرویدن به اسلام
گنون پس از آشنایی بیشتر با آموزه‌های شرقی، محافل نهان‌گرای پاریس را ترک گفت. در ۱۹۱۲ به دین اسلام گروید اما ارتباط خود را با جریان‌های فکری در پاریس قطع نکرد. از آن جمله ملاقات‌هایی با شخصیتهای معروفی مانند ژاک مارتین و رنه گروسه و دیگران داشت. در ۱۹۲۱ نخستین کتابش به نام مقدمه‌ای عمومی بر مطالعه عقاید هندو را که نقطه عطفی در پژوهش‌های مربوط به آموزه‌های شرقی در غرب محسوب می‌شود را منتشر کرد. در ۱۹۳۰ پس از مرگ همسر فرانسوی‌اش، رهسپار مصر شد و تا پایان عمرش به عنوان مسلمان و با نام شیخ عبدالواحد یحیی در قاهره ماند. در آنجا ازدواج کرد و صاحب دو دختر و دو پسر شد. او با مراجع برجسته مصر ارتباط نزدیکی داشت، از آن جمله شیخ عبدالحلیم محمد که بعدها به شیخ الازهر معروف شد. گنون همچنین با محققان و مراجع سنت‌گرای سراسر جهان از قبیل آناندا کوماراسو آمی، مارکو پالیس، لئوپلد زیگلر و تیتوس بورکهارت مکاتبات بسیار داشت.

## مرگ
او در شب ۷ ژانویه ۱۹۵۱ پس از طی یک دوره بیماری، درگذشت و مطابق با شعائر اسلامی در یکی از قبرستان‌های مسلمانان در اطراف قاهره دفن شد.

## افکار
او به عنوان پایه‌گذار حکمت جاویدان در قرن بیستم میلادی شناخته می‌شود. گنون به سبب نوشته‌هایش در باب تباهی و زوال عقلی جهان مدرن، نمادشناسی و نشانه‌شناسی، مشرب باطنی و وحدت متعالی ادیان و تشرف معنوی شهرت دارد. او پیوسته با موضوع راه بردن به سرچشمه‌های زلال سنت (که مساوی با علم مقدس یا معرفت ازلی دینی است) مشغول است.
سیدحسین نصر که خود از پیروان گنون و مکتب او به‌شمار می‌رود، در معرفت و امر قدسی دربارهٔ گنون می‌نویسد:
«شخصیت بزرگی که در ارائهٔ تعالیم سنتی و غنی شرق عهده‌دار مسئولیت بسیاری بود رنه گنون بود؛ مردی که خود سنت او را برای این تکلیف برگزیده بود و کسی که رسالت عقلانیِ توأم با ویژگی فرافردی را به ثمر رسانید. … نخستین کتاب گنون Introduction generale a des doctrines hindoues که در سال ۱۹۲۱ در پاریس به طبع رسید، اولین شرح کامل جوانب اصلی تعالیم سنتی بود. این کتاب شبیه انفجار ناگهانی نور بود، هجومی غیرمنتظره به جهان جدیدِ «دانش‌پیشه»، دیدگاهی که بالمره با وضعیت و جهان‌بینیِ غالب آن دوره بیگانه بود و کاملاً مخالف مشخصه‌های ذهنیت متجدد بود. در طول سی سال بعد، گنون کتاب‌ها، مقالات و نقدهای بسیاری نوشت که یک کل هماهنگ و کامل را تشکیل می‌دهند؛ گویی یک بار نشسته‌است و همهٔ آن‌ها را نوشته و سپس در چند دههٔ بعدی آن‌ها را به مرور منتشر کرده‌است. فقدان یک بسط تاریخی در آثارش نشان می‌دهد که زندگی شخصی وی یک‌باره تغییر یافت و این به خاطر این واقعیت بود که وظیفهٔ او بیان تعالیم جهان‌شناختی و متافیزیکی سنت بود، نه معرفی جنبه‌های وجودی و عملی آن، و نه ارائهٔ یک پژوهش دانشورانه در این باره. او با آغوش باز اسلام پذیرفت، به قاهره سفر کرد و با یک زن مصری ازدواج کرد، در یک خانهٔ سنتی نزدیک اهرام سکنی گزید-که چه از لحاظ فیزیکی و چه از لحاظ معماری با محل سکونتش در پاریس تفاوت بسیار داشت-و در قبری نزدیک قاهره دفن شد که حتی با وجود محیط شلوغ و نیمه مدرن آن، بسیار با حال و هوای فرهنگی فرانسه که زادگاهش بود، تفاوت داشت. … گنون برای انجام وظیفه مجبور بود به یک معنی افراطی باشد. او ناچار بود زمینه را به‌طور کامل فراهم کند تا امکان هر خطایی از بین برود؛ لذا یک لحن مصالحه‌ناپذیر و جدلی داشت و اغلب این لحن مانع از این می‌شد که بسیاری از مردم توصیف وی از حکمت سنتی را درک کنند.»

### بحران دنیای متجدد
از دیدگاه گنون، حقیقت ازلی که تمام مشرب‌های باطنی و ادیان از آن سرچشمه می‌گیرد در ابتدا یک سرچشمه داشته‌است و در گذر زمان و بر اثر حوادث متعدد در زیر ابرهای سیاه انحراف پنهان شده‌است و اوج این انحرافات در ظهور تمدن مدرن و نقطهٔ عطف آن یعنی رنسانس اتفاق افتاده‌است که منجر به منقلب شدن کامل مفاهیم قدسی و به وجود آمدن رازآموزی معکوس شده‌است. او در سیطره کمیت و علائم آخرالزمان، فیلسوفان و پایه‌گذاران تمدن مدرن را به بوزینه‌ها یا دجال‌هایی تشبیه می‌کند که تنها هنر آن‌ها تقلید از جریان رازآموزی معکوس و به کار گرفتن آن در راستای اهداف شیطان است. از این رو، معکوس کردن آموزه‌های الهی و قدسی ادیان، یکی از مهم‌ترین ویژگی‌های همهٔ متفکران و دانشمندان مدرن است. از نگاه او دجال که خاتم اولیای شیطان است با حق و حقیقت در همه مراتب آن دشمنی دارد و در این دشمنی همان الگویی را به کار می‌گیرد که در ادیان متعالی استفاده شده‌است؛ به عبارت دیگر دجال، صورت معکوس خدا، مسیح یا مهدی است، صورتی که البته در کار تقلید خود بسیار ماهر است.
او بر اساس تقویم هندویی، تاریخ بشریت را در چهار مرحلهٔ ساتیا یوگا، ترتا یوگا، دواپرا یوگا و کالی یوگا در نظر می‌گیرد که به ترتیب با عناوین عصر طلایی، عصر نقره‌ای، عصر برنزی و عصر آهن شناخته می‌شوند و سیر آگاهی باطنی انسان از معرفت اصیل سنتی و قدسی در طی این چهار مرحله به تدریج رو به کاهش می‌گذارد. به این صورت که در عصر نخست که عصر طلایی است، همهٔ انسان‌ها به نحو بی‌واسطه با معرفت الهی ارتباط دارند و اثری از گناه یا نافرمانی وجود ندارد، اما به موازات این‌که انسان در این مراحل پیش می‌رود جنبهٔ تاریک و گناه‌آلود وجود او پررنگ‌تر می‌شود تا این‌که در عصر پایانی، یعنی عصر کالی یوگا که به آن با تعابیری هم‌چون عصر آهن، عصر گناه، عصر تاریک و آخرالزمان اشاره می‌کند، آگاهی قدسی انسان به حداقل خود می‌رسد. او تمدن مدرن را آخرین مرحله از این چرخه می‌داند که امر قدسی یا الهی را تا مرحلهٔ نابودی کامل از صحنهٔ حیات بشر حذف می‌کند و درست در آخرین لحظات که همه گمان می‌کنند آخرین نشانه‌های امر سنتی و قدسی در حال نابود شدن است، اراده‌ای آسمانی مداخله می‌کند و جریان را برمی‌گرداند. او به این موضوع با عنوان «ترمیم» اشاره می‌کند.
او سیطرهٔ کمیت بر کیفیت، حاکم شدن نظریهٔ مکانیکی و مذهب ماتریالیسم، حاکم شدن آهن و فراگیر شدن صنایع فلزی، انحطاط پول و پشتوانه‌های واقعی آن، اصالت پیدا کردن آمار و پندارهای آماری، همگانی شدن علم، گسترش مذاهب و عرفان‌های دروغین، واژگون شدن رمزها و زوال دیدگاه تمثیلی، فراگیر شدن روان‌کاوی، به هم ریختن امر ذهنی و امر روحانی، گسترش غیب‌گویی‌های دروغین و روحانیت معکوس را از ویژگی‌ها و علائم آخرین مراحل آخرالزمان می‌داند که تمدن جدید به تمامه به آن‌ها جامهٔ عمل پوشانده‌است.
او دیدگاه‌های خود در خصوص بحران دنیای متجدد را به تفصیل در کتابی با همین عنوان توضیح داده‌است.

#### آغاز پایان
او به موضوع رواج گفتمان آخرالزمانی و پیش‌گویی‌هایی از این جنس اشاره می‌کند و می‌گوید: «دل‌مشغولی نسبت به پایان دنیا ارتباط نزدیکی با حالت عمومی ناآرامی ذهنی‌ای دارد که در حال حاضر در آن زندگی می‌کنیم: نگرانی مبهم در مورد یک پایان-که در واقع نزدیک است-به نحو کنترل‌ناپذیر بر تخیلات بعضی از افراد اثر می‌کند و به نحو کاملاً طبیعی باعث بروز تصوراتی می‌شود که بی‌نظم و ترتیب و اغلب به نحوی درشت مادی‌اند. [...] افرادی هستند که احساس مبهمی دارند نسبت به این‌که چیزی دارد به پایانش نزدیک می‌شود، بدون این‌که بتوانند ماهیت یا میزان تغییری را که پیش‌بینی می‌کنند به‌طور دقیق تعریف کنند؛ نمی‌توان انکار کرد که این احساس بر مبنای واقعیت است، هرچند که مبهم باشد و دچار تفسیرهای غلط یا تصورات معوج‌گرداننده قرار گیرد، زیرا ماهیت این پایان قریب‌الوقوع هر چه که باشد، بحرانی که لزوماً باید به آن بینجامد به اندازهٔ کافی آشکار است، و نشانه‌های واضح و به آسانی قابل درکی که همگی به‌طور یک‌پارچه به پایانی یکسان اشاره دارند، کم نیست. این پایان بدون شک «پایان دنیا» به معنی کاملی که بعضی اشخاص سعی می‌کنند تفسیر کنند نیست. اما حداقل پایان یک دنیا است: و اگر این پایان، پایان تمدن غربی در صورت کنونی‌اش باشد، قابل فهم است که کسانی که به ندیدن چیزی ورای آن خو گرفته‌اند و برای آن‌ها «تمدن» غربی مطلقِ تمدن است، باید آمادهٔ قبول این اعتقاد باشند که همه چیزِ آن به پایان خواهد رسید و از بین رفتن آن در واقع پایان دنیا خواهد بود.»
رنه گنون اعتقاد دارد تمدن غرب با سرعتی سرسام‌آور به سمت فاجعه‌ای عظیم رهسپار است.

## علم جدید و انحرافات آن
او طی مباحثی طولانی و پراکنده علم مدرن را فاقد ارزش تبیینی می‌داند، چرا که اعتقاد دارد این علم هر تبیینی را از پایین شروع می‌کند، نه از بالا. او می‌گوید تبیین پدیده‌ها را باید از ذات آغاز کرد، نه از جوهر. او اعتقاد دارد علم جدید از زمانی که پیوند خود را با الهیات قطع کرد و به بیان دیگر از ریشه‌های خودش برید، دیگر برای تبیین‌های خودش از هیچ یقین مطلقی شروع نمی‌کند و فقط به ملغمه‌ای از احتمالات و تخمین‌ها یا به ساختارهایی کاملاً فرضی که محصول صرف خیالبافی فردی‌اند، تقلیل یافته‌است. او به شدت با سازگار کردن تعالیم دینی و سنتی با علم مدرن مخالف است و آن را از اساس یک توهم می‌داند.
گنون می‌گوید علم در دنیای ماقبل مدرن همهٔ موجودیت خود را به «اصول» متصل می‌کرد و این اتصال همان چیزی است که علم جدید از آن خودداری می‌کند. برداشت مدرن مدعی استقلال علوم از فلسفه و الهیات است و هر امر فرازمینی و غیرمادی که فراتر از قدرت درک علوم جدید باشد را با حماقتی خنده‌آور نفی می‌کند. البته او اعتقاد دارد این «نفی» مدت‌ها قبل از آن‌که انحرافات مدرن در قالب‌هایی چون «پوزیتیویسم» و «لاادری‌گری» صورت‌بندی نهایی شوند، به صورت نهفته وجود داشته‌است و نقطهٔ شروع واقعیِ تمام علوم جدید است و بالاخره در قرن اخیر این انحراف به حدی شدت یافته‌است که مشربی تحت عنوان لاادری‌گری رسمیت پیدا کرده‌است و برای اولین بار بشر به جایی رسیده‌است که به جهل خود افتخار می‌کند. او از طرفی اعتقاد دارد غربی‌ها علم را برای علم و شناخت دنبال نمی‌کنند، بلکه تنها انگیزهٔ این کار برای آن‌ها کاربردهای عملی علم است و شاهد آن این است که عموم معاصران ما، علم و صنعت را با هم یکی می‌گیرند و متخصصان امور فنی و مهندسین را با عنوان «دانشمند» و «عالم» خطاب می‌کنند. او می‌گوید علم نه تنها عمق، بلکه ثبات خود را نیز از دست داده‌است، زیرا با اتصال به اصول می‌توانست در تغییرناپذیری آن‌ها سهیم شود، اما اکنون به دنیای متغیر و بی‌ثبات محدود شده‌است و نه می‌توان نقطهٔ ثابت و پایداری را در آن پیدا کرد و نه آن را با علوم سنتی سازگار کرد.

## دشمنی با راز
او علم موجود در مراکز آکادمیک و دانشگاه‌ها را «نکبت‌بار» توصیف می‌کند و در خصوص همگانی کردن علم یا در دسترس گذاشتن علم برای همه می‌گوید:
این امر، [...] یکی از عوارض بینش مبتنی بر حکومت عامه (دموکراسی) است و روی هم رفته عبارت است از گرایش به فرودآوردن دانش تا پایین‌ترین مرتبهٔ هوش افراد. به‌طور کلی نشر ناسنجیدهٔ تعلیمات که به یاری آن بعضی مدعی توزیع آن میان همه، آن هم به‌طور متساوی و با اشکال و روش‌های یکسان هستند، باعث گرفتاری‌های متعدد است که نشان دادن آن‌ها ابداً دشوار نیست؛ از جمله چنان‌که پیش‌تر گفتیم، ممکن است به نوعی همترازی از پایین منجر شود و در این مورد نیز مانند موارد دیگر، کیفیت فدای کمیت گردد. راست است که آموزش غیرسنتی (مدرن) روی هم رفته هیچ دانشی به معنی حقیقی این کلمه را نشان نمی‌دهد و چیزی که کوچک‌ترین عمقی داشته باشد منطقاً در برندارد، اما گذشته از بی‌معنی بودن و کارساز نبودن، آنچه این آموزش را نکبت‌بار می‌سازد، این است که خود را چنان می‌نمایاند که در واقع نیست و اموری را که از حد آن بیرون است، رفته رفته انکار می‌کند و به این ترتیب همهٔ امکاناتی را که به مرتبهٔ بالاتر تعلق دارند، نابود می‌سازد، چنان‌که گویی اصلاً برای این کار شوم ساخته شده‌است، زیرا «همسان‌سازی» جدید بالضروره مستلزم کینه‌ورزی نسبت به هر گونه برتری است.
او اضافه می‌کند:
شگفت‌انگیزتر این‌که در عصر ما برخی گمان می‌کنند که قادرند آیین‌های سنتی را از روی الگوی این آموزش غیرسنتی تشریح کنند.
او در این فقره به وضوح به دانشکده‌های الهیات مدرن کنایه می‌زند، دانشکده‌هایی که تحصیل علم دین در آن‌ها مستلزم تبدیل شدن دین به ابژه‌ای در کنار دیگر ابژه‌ها و تقلیل یافتن مطالعات ادیان به اسطوره‌شناسی و تاریخ‌پژوهی است و دانشمندان و دانشجویان آن‌ها، بر خلاف محصلان و طلاب مدارس سنتی، هیچ الزامی به باور به ابژهٔ تحقیق خود را احساس نمی‌کنند. او سپس نسبت به رواج دین‌پژوهی دانشگاهی و نابودی مدارس علمی سنتی در شرق هشدار می‌دهد:
انحطاط دین در غرب و نابودی کامل آیین مربوط به آن، یعنی تعلیم ویژهٔ خواص، به قدر کافی نشان می‌دهد که هر گاه روزی چنین بینشی در شرق نیز تعمیم یابد، چه عاقبت وخیمی خواهد داشت؛ این خطر چنان عظیم است که تا فرصت باقی است، خوب است نسبت به آن هشدار داده شود.
او اعتقاد دارد علم غیرسنتی (مدرن) تنها برای عوام و افراد سطحی ساخته شده‌است و این علم به سبب فقدان عمق، تنها با سطح سروکار دارد و در آن هیچ چیزی وجود ندارد که ارزش پنهان کردن داشته باشد. او می‌گوید:
میان روحیهٔ سنتی و روحیهٔ جدید هیچ‌گونه توافقی نمی‌تواند وجود داشته باشد و هر نوع گذشت به سود روحیهٔ اخیر، بالضروره به زیان روحیهٔ نخست خواهد بود، چه روحیهٔ جدید اساساً عناصر مشَکّلهٔ روحیهٔ سنتی را نفی می‌کند.
 او سپس به شرح دشمنی با راز می‌پردازد: «این روحیه با کینه‌ورزی نسبت به راز و هر چیزی که کم و بیش به راز [شباهت داشته باشد] همراه است [...] حقایق، از هر نوع که باشند طبعاً در برابر هرگونه همگانی شدن می‌ایستند. به عبارت دیگر حقایق مذکور هر قدر هم که به روشنی تشریح و تقریر شوند فقط کسانی آن‌ها را درک می‌کنند که برای این کار شایستگی و صلاحیت داشته باشند، و گرنه برای دیگران، این حقایق چنان است که گویی هرگز نبوده‌است. [...] راز حقیقی و خلاصه تنها رازی که افشای آن هیچ‌گاه ممکن نیست، فقط در امور «بیان‌ناپذیر» و بالتبع «انتقال‌ناپذیر» نهفته‌است و هر حقیقت متعالی بالضروره سهمی از بیان‌ناپذیری در خود دارد و معنی عمیق اسرار در رازآموزی (عرفانی) نیز اساساً در همین نکته پنهان است». او اعتقاد دارد روحیهٔ جدید به علت خصلت هبوط‌یافتهٔ خود از درک هرگونه راز عاجز است و لذا به انکار آن‌ها می‌پردازد، انکاری که به سرعت به فریاد خشم منتهی می‌شود، چنان‌که می‌بینیم «آزاداندیشان» کمترین تحمل و بیش‌ترین خشونت را نسبت به امور دینی دارند.

## آفات تخصصی‌گرایی و شاخه‌پراکنی علوم
بحث دیگر گنون در مورد انحرافات علم جدید به تخصصی شدن و شاخه‌پراکنی علوم مربوط می‌شود. او اعتقاد دارد گسترش قلمروی علوم، آن طور که عموماً تصور می‌شود به معنای عمیق شدن آن‌ها نیست، بلکه برعکس، علم در جهان جدید کاملاً سطحی شده‌است و فقط به تشتت در جزئیات افتخار می‌کند. از نگاه او تحلیل‌های علمی تلاش‌هایی طاقت‌فرسا اما بی‌ثمرند و حتی یک گام بشر را به شناخت حقیقی نزدیک نمی‌کنند. او سپس از «خرافهٔ فکت‌ها» بحث می‌کند و می‌گوید: «... چرا علوم تجربی در تمدن جدید گسترشی یافته‌اند که هرگز در هیچ تمدن دیگری نداشتند؟ دلیل این است که اینها علوم دنیای محسوس، دنیای ماده و هم‌چنین علومی هستند که به مستقیم‌ترین نحو برای کاربردهای عملی مناسب‌اند. بنا بر این، گسترش آن‌ها که همپای آنچه به خوبی «خرافهٔ واقعیت‌ها» می‌توان نامید، پیش می‌رود، در توافق کامل با تمایلات خصوصاً جدید است، در حالی که در اعصار قبلی ممکن نبود که آن اندازه فایده در آن‌ها بیابند که آن‌ها را صرفاً به خاطر خودشان آنقدر دنبال کنند که از مرتبهٔ بالاتر غافل شوند.» او اعتقاد دارد، علوم تجربی به شرط اتصال به اصول نوعی ارزش نظری واقعی کسب می‌کنند و این چیزی است که علم جدید به کلی فاقد آن است.

## خطر علم جدید
هرچند او آفات فیزیکی علوم جدید، نظیر آلودگی هوا، آب و خاک، از بین رفتن جانداران، بحران محیط زیست و سلاح‌های مخرب را نیز نوعی خطر واقعی تلقی می‌کند، اما تهدید حقیقی علم جدید را در جایی دیگر می‌داند. از نگاه او بزرگ‌ترین خطر علم مدرن آن است که به جهت کاربردهای عملی مشهود خود، و این که این جنبه‌های کاربردی به سرعت جزئیات زندگی عوام الناس را زیر و رو می‌کنند و مردم تأثیر آن‌ها را به نحوی مستقیم لمس می‌کنند، می‌تواند عوامی که به ریشه‌های مختلف این علم آگاهی ندارند را فریب دهد و اعتقاد به راستی و درستی خود را به یک «اعتقاد جزمی» تبدیل کند.

#### عشق نامعقول به تحقیق برای تحقیق
او دانشمندان مدرن را از مابعدالطبیعهٔ واقعی کاملاً بیگانه می‌داند. از نگاه او فیلسوفان جدید از چیزی جز ساختارهای راسیونل یا فرضیات تخیلی و ظنون شخصی تبعیت نمی‌کنند و تمام این برداشت‌ها نیز به حوزهٔ «فیزیک» یا به عبارتی به حوزهٔ طبیعت مربوط‌اند و حتی اگر به مسئله‌ای اشاره کنند که واقعاً به مرتبهٔ مابعدالطبیعی تعلق داشته باشد، شیوه‌ای که با آن این مسئله را بررسی می‌کنند و با آن مواجه می‌شوند آن را به سطح مابعدالطبیعهٔ دروغین تقلیل می‌دهد و از هر راه حل معتبر و واقعی جلوگیری می‌کند. در واقع به نظر می‌رسد که گویی فیلسوفان بسیار بیش‌تر به «ایجاد مسائل» هر قدر هم که تصنعی و موهوم باشند، علاقمندند تا به حل آن‌ها؛ و این فقط یکی از جنبه‌های عشق نامعقول به تحقیق برای تحقیق است، یعنی عشق به بی‌حاصل‌ترین فعالیت در حوزه‌های جسمانی و ذهنی

#### بدعت سوادآموزی
او در بخشی از کتاب خود در نظر گرفتن تعلیمات یکسان برای همهٔ افراد را در راستای تحمیل یکنواختی بر مردم می‌داند و در برابر این اعتقاد که همهٔ انسان‌ها توانایی فهم همه چیز را دارند به بحث می‌پردازد. او می‌گوید انسان‌ها از کیفیات متفاوتی برخوردارند و طبعاً می‌بایست الگوها، محیط‌ها، روش‌ها و چارچوب‌های شناختی متفاوتی برای تعلیم دادن آن‌ها در نظر گرفته شود. با این همه او اعتقاد دارد در دنیای جدید «فهمیدن» از کانون دغدغه‌ها خارج شده‌است و «یادگرفتن» یا «حفظ کردن» جای آن نشسته‌است. او می‌گوید مدرنیته برداشت لفظی و کتاب‌زده از آموزش را جایگزین تفکر کرده‌است و به همین منوال «حافظه و ذهن» جانشین «قوهٔ عاقله» شده‌است. در این آموزش، هدف فقط انباشتن مفاهیم ناچیز و نامتجانس است و در آن کیفیت کاملاً به پای کمیت ذبح شده‌است و در این امر نیز همانند دیگر شئون تمدن جدید با تشتت در کثرت مواجه هستیم. او سپس در مورد مضرات آموزش اجباری بحث می‌کند.

#### علم یهودی
او در بخشی از کتاب خود این پرسش را مطرح می‌کند که چرا همه یا اکثریت قابل توجه نمایندگان تفکر جدید، هنرمندان، متفکران و فیلسوفانی که باعث پیدایش تمدن مدرن شده‌اند یهودی یا یهودی الاصل هستند. از نگاه او این‌که افرادی چون اینشتین، فروید، برگسن، اسپینوزا، دکارت، گالیله، نیوتن، لوتر، خانواده مدیچی و دیگر چهره‌های کلیدی و بنیان‌گذار علوم جدید یهودی یا یهودی الاصل یا به شدت متأثر از آموزه‌های یهود هستند مسئله‌ای حساس و خطرآفرین است که کمتر کسی تا کنون جرئت کرده‌است به شکلی عمیق به آن بپردازد. از نگاه او تمام تأثیراتی که یهودیان در فلسفه، علم و هنر مدرن داشته‌اند یک وجه اشتراک دارد و آن این است که موادی که در علم و تحقیق خود با آن سروکار دارند یا به مطالعهٔ آن‌ها می‌پردازند را به کمیت صرف، آن هم در پست‌ترین سطح آن تنزل می‌دهند و با دیدگاه کیفی سر ستیز دارند.

### زندگی در ماشین‌های مسکونی
رنه گنون اغلب پس از توضیح مفصل و نقد فلسفی مبانی تمدن مدرن، به سراغ محصولات پدیدآمده از آن در زندگی روزمره و سبک زندگی جدید نیز می‌رود. تندترین انتقادات او از این پدیده‌ها متوجه انقلاب صنعتی، اصالت پیدا کردن صنایع فلزی، تکنولوژی مدرن و روح شیطانی نهفته در آن است. او اعتقاد دارد روحیهٔ «همسان‌ساز» تمدن جدید به شدت میل دارد تا افراد را به سوی زندگی «همگانی»، «عادی»، «روزمره» و «مرسوم» سوق دهد و علاوه بر آن‌که تلاش می‌کند مردم را دائماً در اشکال توده‌وار گرد هم آورد، حتی می‌خواهد آن‌ها را در کندوهایی شیشه‌ای به نام آپارتمان سکونت دهد و حتی شیوهٔ تغذیهٔ آن‌ها را هم به صورت اشتراکی مدیریت کند. او سپس توضیح می‌دهد که چرا در دنیای مدرن هرگز چیزی به نام «خانه» ساخته نشده‌است و سازه‌هایی که امروزه مردم در آن زندگی می‌کنند بیش‌تر نوعی «ماشین مسکونی» است تا خانه. او اعتقاد دارد کسانی که می‌توانند سبک زندگی مدرن را تحمل کنند، افرادی هستند که به مرتبهٔ مادون بشری و حتی مادون حیوانی، به مرتبهٔ حشراتی نظیر زنبوران و مورچگان فروافتاده‌اند.
او در سیطره کمیت تأکید می‌کند که به دنبالهٔ همهٔ فراورده‌های تمدن جدید باید صفت «قلابی» یا «دروغین» را اضافه کرد: علم قلابی، دین قلابی (پروتستانتیزم)، طبیعت قلابی (پارک)، استراحت قلابی، خانهٔ قلابی و …

### نفرین ماشین
رنه گنون در بحث از علامات فرارسیدن آخرالزمان یا «عصر گناه»، جانشین شدن فلز به جای سنگ در ساختمان‌ها را، هم‌چنان‌که در مراحل قبل‌تر، سنگ جانشین چوب شده بود، علامت پیشرفته‌ترین مرحلهٔ سیر نزولی ادوار کیهانی می‌داند. فلز، چنان‌که پول، در تمدن غیرسنتی از تمام جنبه‌های مثبت خود که قبلاً واجد بود تهی شده‌است و جز نقشی حقیقتاً شوم و شیطانی نمی‌تواند ایفا کند. از نگاه گنون، «صنعت» مدرن، کاربرد عملیِ به تمام معنا کمّیِ علمی است که آن علم هم به تمام معنا کمّی است. از این منظر، صنعت جدید نمایندهٔ تام و تمام غلبهٔ کمیت بر کیفیت است. از نگاه او، صنایع جدید، و از همه بالاتر، «ماشین» که مهم‌ترین نماد و اصلی‌ترین محل افتخار تمدن جدید است تنها ابزارهای شیطان برای شلوغ کردن بی‌مورد جهان و موانعی بر سر راه رشد معنویت هستند. از نگاه او آموزش تکنسین‌ها و مهندسان جدید نه آموزش، که نوعی بدآموزی است و در این فرایند آن‌ها تنها همانند ماشین‌هایی تنظیم می‌شوند که کاملاً از اعمال اراده و ابراز وجود عاجزند و تنها باید در خدمت ماشین‌ها باشند و افعالی یک‌شکل را تکرار کنند. همین دیدگاه گنون بعدها بر دیگر سنت‌گرایان و پیروان او تأثیر گذاشت، تا جایی که مارتین لینگز که از شاگردان مستقیم او بود، در تمام مدت عمرش نه رانندگی کرد و نه حتی سوار اتومبیل شد.
از دیدگاه گنون، ماشین، ابزاری تکامل یافته و محصول پیشرفت به‌هنجار بشر نیست. او تأکید می‌کند که هدف جهان جدید، تبدیل کردن انسان‌ها به ماشین است. اولین مرحله به خدمت درآمدن انسان برای ماشین‌هاست و مرحلهٔ بعد این است که خود آن‌ها تبدیل به ماشین شوند و از تمام صفاتی که طبیعت انسانی‌شان را تشکیل می‌دهد تهی شوند و تنها برای هدفی از پیش معلوم شده کار کنند: «تولید زنجیره‌ای».

### بدعت بوروکراسی
او افزایش دخالت‌های اداری در امور بشر، حتی عادی‌ترین امور زندگی روزانه، جنون آمارگیری و انباشته کردن اعداد و هم‌چنین جنون ثبت احوال را از نتایج انجماد عالم می‌داند.

### توهم دموکراسی
او امور حادث سیاسی را علامت‌های بیرونی ذهنیت حاکم بر یک دوره می‌داند. تیزترین لحن گنون در انتقاد از بینش اجتماعی و سیاسی تمدن جدید به صحنه می‌آید. او دموکراسی به معنای حاکمیت ارادهٔ مردم بر سرنوشت خودشان را توهمی مضحک می‌داند که تنها به کار تبلیغات رسانه‌ای و ارضای میل مردم به شنید تملق می‌آید. او می‌گوید: «انسان باید مراقب باشد که کلمات او را گمراه نکند: گفتن این‌که اشخاص یکسان می‌توانند در آنِ واحد فرمان‌فرما و فرمان‌بردار باشند متناقض‌گویی است، زیرا، اگر از واژگان ارسطو استفاده شود، یک موجود در آنِ واحد و در یک ارتباط نمی‌تواند «بالفعل» و «بالقوه» باشد». او می‌گوید با وجود بداهت باطل بودن مبنای دموکراسی و رسوایی‌های پی‌درپی مدعیان آن، هم‌چنان مردم تمایل دارند دروغ‌های دموکراسی‌خواهان را باور کنند و قبول کنند که بر خودشان حکومت می‌کنند. او علت این امر را در این می‌داند که مردم هرچه بیش‌تر تمایل دارند این مطلب را باور کنند، چون از این طریق تملق می‌شنوند و چون به هر حال به اندازهٔ کافی نمی‌توانند تأمل کنند، امکان‌ناپذیری آن را متوجه نمی‌شوند.»
او می‌گوید دموکراسی تنها به یک دلیل سادهٔ ریاضی توهم است: بالاتر ممکن نیست از پایین‌تر نشأت بگیرد، زیرا بیش‌تر ممکن نیست از کمتر به وجود بیاید. این یک یقین مطلق ریاضی است که هیچ چیز نمی‌تواند آن را باطل کند و البته او همین استدلال را بر علیه ماتریالیسم نیز به کار می‌گیرد و ارتباط دموکراسی را با دیدگاه ماتریالیستی و در نهایت سیطرهٔ کمیت ارتباطی محکم و معنادار می‌داند.
او می‌گوید طرفداران دموکراسی همیشه به سفسطه‌گری می‌پردازند و ضرورت دموکراسی را «القا» می‌کنند، نه «اثبات». او نشان می‌دهد که رواج پدیدهٔ «حرّافی» و استفاده از کلمات پرطمطراق، توهم فکری پدیدمی‌آورد و تأثیری که سخنوران بر مردم دارند، خصوصاً در این رابطه شاخص است. او اضافه می‌کند که فرایند القا در عرصهٔ سیاسی مدرن شبیه فرایندی است که متخصصان هیپنوتیزم از آن استفاده می‌کنند.

### توهم مبارزه
رنه گنون اعتقاد دارد تمدن جدید بسیاری از افرادی را که تصور می‌کنند در حال مبارزه با آن هستند فریب می‌دهد. او طی بحثی مبسوط که در موقعیت‌های مختلف به آن می‌پردازد، گروه‌های مختلف غرب‌ستیز را که با استفاده از مذاهب، مکاتب و چارچوب‌های مدرن نظیر اندیشهٔ ملی‌گرایی و ناسیونالیسم، استعمارستیزی، مارکسیسم و علم‌گرایی تصور می‌کنند که در حال مبارزهٔ استقلال‌طلبانه با غرب هستند را ساده‌لوحانی می‌داند که نتیجهٔ نهایی کار آن‌ها تنها منفعت رساندن بیش‌تر به غرب است. او می‌گوید یک فرد دین‌دار می‌تواند بر اساس امکان در ظاهر آزادی‌خواهانه‌ای که مدرنیته فراهم کرده‌است، به اصالت ماده معتفد نباشد و خود را دین‌دار بداند، اما کار عملی خود را به گونه‌ای پیش ببرد که با کار کسی که پیرو مسلم مذهب مادی است هیچ تفاوتی نداشته باشد و با وجود این‌که در ظاهر به ماتریالیسم بی‌اعتقاد است، سهم خود را در ساختمان علم مادی ایفا می‌کند و از این طریق، جریان ضدسنت موفق می‌شود که حتی افرادی که تا اندازه‌ای از روحیهٔ سنتی برخوردارند را در جهت اهداف خود پیش ببرد. او اعتقاد دارد مدرنیته همه را فریب داده‌است و افراد، چه دین‌دار و چه بی‌دین، عملاً به جایی رسیده‌اند که رفتارهای کاملاً یکسانی دارند و تفاوت دین‌داران از بی‌دینان تنها تأثیرات واقعی ناچیز و اندکی به جای می‌گذارد.
گنون، مهلک‌ترین شکل مبارزه با غرب را شیوه‌ای می‌داند که در آن شرقی‌ها تلاش می‌کنند با دست‌یابی به مظاهر قدرت غرب، خود را با نگرش غربی دربارهٔ «ترقی» و «پیشرفت» تطبیق دهند. او دربارهٔ طبقهٔ تحصیل‌کردگان شرقی که تلاش می‌کنند راه استقلال در برابر غرب را دست‌یابی به ابزارها، الگوی معاش و علوم مدرن معرفی کنند می‌گوید: «آن‌ها می‌خواهند همین اندیشه‌ها (اندیشه‌های قدسی و دینی) را در شرق از بین ببرند و، در عین حال، شرق «متجددشده» خود را در غرب به نمایش بگذارند، شرقی که با نظریه‌هایی که در اروپا و آمریکا به آن القا شده تطبیق یافته‌است. آن‌ها که عوامل قسم‌خوردهٔ کشنده‌ترین صورت از میان تمام صورت‌های تبلیغات غربی‌اند تنها برای شرق خطرناک‌اند و نه برای غرب که صرفاً انعکاسی از آنند.»
او تأکید دارد که گاهی اوقات کسانی که به گمان خود با شیطان در ستیزاند به سادگی و بدون آن‌که ابداً متوجه شوند به هیئت بهترین خدمت‌گزاران او درمی‌آیند. او هشدار می‌دهد که همه چیز تمدن و روحیهٔ مدرن تصنعی و تقلبی است، با این همه اجتناب کامل از تلقینات عالم جدید کار بسیار دشواری است.

### اتحاد ادیان سنتی در برابر دشمن مشترک
گنون اعتقاد دارد در شرایط فعلی در تمدن غرب هیچ کانون شناخته‌شده‌ای که علم قدسی و الهی را در هیئت کامل و دست‌نخوردهٔ آن محافظت کرده باشد وجود ندارد و تنها جایی که می‌توان از آن سراغ گرفت، نهاد کلیسای کاتولیک است که به زعم او تنها نهادی است که در تمدن غرب توانسته‌است بارقه‌هایی از دکترین سنتی و سازمان معنوی را در برابر هجمه‌های ویرانگر مدرنیته حفظ کند. در مورد شرق نیز اعتقاد دارد طبقهٔ نخبگان حقیقی و سنتی هنوز در شرق وجود دارند، هرچند با وجود هجمه‌های مدرنیته، هر روز کوچک و کوچک‌تر می‌شوند. با این حال آن‌ها، هرچقدر هم ضعیف و در اقلیت، تابوت (گنجینه‌ی) سنت را تا پایان دور حفظ خواهند کرد. او اعتقاد دارد اتحاد ادیان سنتی در برابر دشمن مشترک، یعنی مدرنیته تنها راه حفظ گنجینهٔ سنت و ایستادگی در برابر غرب است.

## آثار ترجمه‌شده
- بحران دنیای متجدد، ترجمهٔ ضیاءالدین دهشیری، تهران: امیرکبیر، چاپ دوم، ۱۳۷۲.
- بحران دنیای متجدد، ترجمهٔ حسن عزیزی، تهران: حکمت، چاپ اول، ۱۳۸۸.
- معانی رمز صلیب: تحقیقی در فن معارف تطبیقی، ترجمهٔ بابک عالیخانی، تهران: انتشارات سروش، چاپ اول، ۱۳۷۴.
- نگرشی به حقایق باطنی اسلام و تائوئیسم، ترجمهٔ دل‌آرا قهرمان، تهران: نشر آبی، چاپ اول، ۱۳۷۹.
- سیطرهٔ کمیت و علائم آخرالزمان، ترجمهٔ علی‌محمد کاردان، تهران: مرکز نشر دانشگاهی، چاپ چهارم، ۱۳۸۴.
- انسان و صیرورت او بنا بر ودانْتَه، ترجمهٔ  بابک عالیخانی و کامران ساسانی، تهران: انتشارات مؤسسه پژوهشی حکمت و فلسفه ایران، چاپ اول، ۱۳۹۷.
- سمبول های بنیادین زبان جهان شمول علم مقدس، ترجمهٔ دل آرا قهرمان، تهران: حکمت، چاپ اول، ۱۳۹۸.